# Stijn de Vries
Stijn de Vries (Almelo, 18 juni 1998) is een Nederlandse programmamaker, journalist en schrijver.

## Levensloop
De Vries werd geboren in Almelo als zoon van een kinderverpleegkundige. Na de middelbare school voltooide hij de studie journalistiek aan de Hogeschool Utrecht. Na stages bij onder andere het Jeugdjournaal kwam hij uiteindelijk uit bij de redactie van L'HOMO. In 2021 rondde De Vries de BNNVARA Academy, een opleidingstraject voor opkomend mediatalent, af. Voor deze omroep maakte hij meerdere documentaireseries voor het programma Spuiten en Slikken, Jong Geleerd, Nooit Gedaan over de taboes rondom maagdelijkheid bij mannen en Mooi, Man over mannelijke schoonheidsidealen.
Daarnaast is De Vries samen met Tirsa With en Max Terpstra presentator van het radioprogramma Jongstof op NPO Radio 1, waarin wekelijks gesprekken worden gehouden met aanstormend talent in de kunst- cultuur- en mediasector. In 2024 werd Jongstof omgezet naar een podcast. Samen met tiktokker Duncan Tromp maakt hij ook de podcast Relnichten.
In 2024 verscheen zijn debuutroman Als de zon valt. Hierin heeft De Vries zijn eigen ervaringen met homoseksualiteit en de moeite om voor zijn geaardheid uit te komen verwerkt in een verhaal over twee scholieren.
De Vries was een van de deelnemers van het 25e seizoen van Wie is de Mol?, waarin hij de Mol was. Als Mol overtrof hij Everon Jackson Hooi die in seizoen 22 de Mol was door te zorgen voor de laagste pot ooit met een bedrag van € 8.055,-. 